# Mac Tonight
Mac Tonight è un personaggio immaginario, nato come mascotte della catena di fast food McDonald's durante la seconda metà degli anni ottanta.

## Storia

### Origini
La campagna pubblicitaria che ha come protagonista Mac Tonight venne creata intorno al 1986 per gli affiliati della sola California McDonald's dalla società pubblicitaria losangelina Davis, Johnson, Mogul & Colombatto. Tale campagna promozionale aveva come scopo quello di incitare la gente al consumo notturno di prodotti della McDonald's e di fidelizzare con un pubblico di baby boomer. L'agenzia decise pertanto di creare alcuni spot pubblicitari che rammentassero un'atmosfera di metà Novecento e fossero accompagnati da musica popolare dell'epoca (una scelta dettata dall'esigenza di seguire la moda del revival musicale degli anni cinquanta). Dopo aver selezionato una delle diverse varianti proposte di un brano che presenta la base musicale di Mack the Knife, originariamente scritta da Kurt Weill e Bertolt Brecht, e resa famosa negli USA da Bobby Darin nel 1959, i creatori della campagna pubblicitaria decisero di non far apparire nei suoi spot dei personaggi reali e/o celebrità, ma optarono invece per un crooner antropomorfo con la testa a forma di mezzaluna che indossa un abito nero e degli occhiali da sole. Il personaggio, che negli spot suona un pianoforte a coda in cima a una nuvola fluttuante o a un gigantesco Big Mac (l'hamburger da cui lui prende il nome), era ispirato a Max Headroom.

### Successo
Stando alla McDonald's, la campagna pubblicitaria di Mac Tonight ebbe "grande successo". La rivista Nation's Restaurant News sostenne inoltre che Mac Tonight avrebbe contribuito ad aumentare di oltre il 10% del bilancio in vari ristoranti McDonald's della California fra il 1986 al 1987. Un pubblico di millecinquecento persone avrebbe visto un individuo vestito come Mac Tonight all'interno di un ristorante McDonald's di Los Angeles. Benché alcuni temessero che Mac Tonight incarnasse troppo lo spirito della costa occidentale statunitense, durante il mese di febbraio del 1987, si decise di estendere la campagna a livello nazionale. Il nuovo lancio promozionale venne inaugurato durante il mese di agosto di quell'anno a Boca Raton, e attrasse un pubblico di mille persone nella località californiana. Venne anche creata una linea di giocattoli raffiguranti il personaggio destinati ai menu per bambini.
Stando a un sondaggio della Ad Watch fatto durante il mese di settembre del 1987, il numero dei consumatori che si ricordavano della pubblicità della McDonald's prima di quelle di qualsiasi altro concorrente, sarebbe raddoppiato rispetto al mese precedente, ed era più alto rispetto a quello di qualsiasi altro dal lancio della New Coke avvenuto nel 1985.
L'attore Doug Jones interpretò Mac Tonight in oltre 27 spot pubblicitari per tre anni di fila. Anni dopo, nel 2013, dichiarerà che quella mascotte avrebbe "segnato una svolta della sua carriera che non si aspettava". La voce di Mac Tonight era quella di Roger Behr. Il regista Peter Coutroulis, vincitore di un Clio Award per una campagna pubblicitaria della Borax, creò diversi spot pubblicitari con Mac Tonight, mai andati in onda: in uno di questi, che ricorda il film E.T., il personaggio viaggia nel cielo su una Cadillac mentre viene osservato da due astronomi.
A partire dai primi anni novanta, alcuni ristoranti della McDonald's vennero allestiti con degli animatroni con l'aspetto di Mac Tonight intento a suonare il pianoforte.
Nel frattempo, nel 1989, il figlio di Bobby Darin, Dodd Mitchell Darin, affermò che la canzone utilizzata nelle pubblicità con Mac Tonight infrangesse i diritti di copyright. Inoltre, egli intentò una causa e presentò un'ingiunzione affinché la canzone usata nelle pubblicità con la mascotte della McDonald's venisse rimossa dalle pubblicità televisive e radiofoniche. Dopo quasi quattro anni dal lancio di Mac Tonight, per evitare altre controversie, la McDonald's smise di mandare in onda quegli spot pubblicitari e, salvo qualche eccezione, non riutilizzò più il personaggio per molto tempo.

### Anni novanta e nuovo millennio

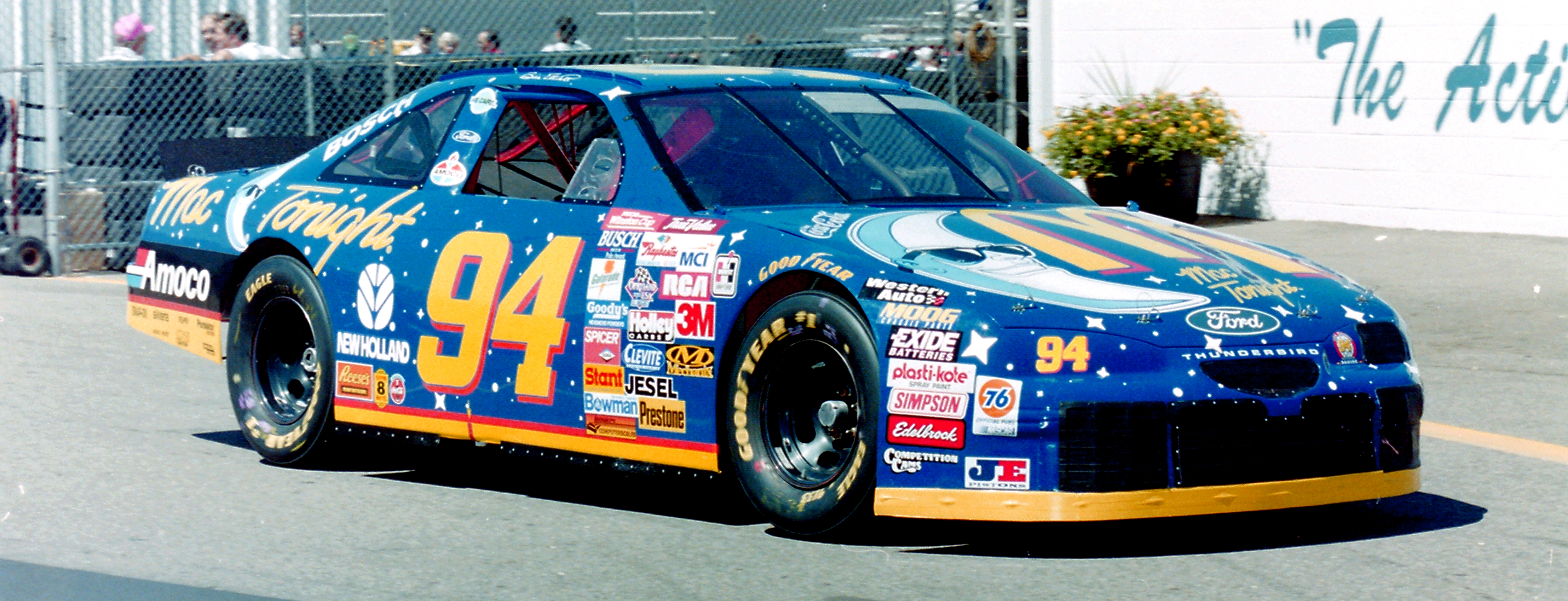
L'automobile di Bill Elliot con l'immagine di Mac Tonight

Nel 2007, la McDonald's riportò in auge il personaggio utilizzandolo nelle campagne pubblicitarie di vari territori del sud-est asiatico, fra cui Singapore, Malesia, Indonesia e Filippine. Nei nuovi spot destinati al mercato asiatico, Mac Tonight era animato in CGI mentre ballava, cantava, e suonava un sassofono (invece che un pianoforte a coda come invece accadeva nell'originaria campagna pubblicitaria statunitense) sopra un ristorante della catena.

## Nella cultura di massa
- Tra il 1997 e il 1998, la vettura del pilota Bill Elliott presentava uno sponsor della McDonald's raffigurante Mac Tonight.[9] Anni dopo, nel 2016, lo stesso sponsor apparirà sulla Chevrolet SS di Jamie McMurray.[10]

- Il personaggio appare nel videoclip di Enjoy Yourself di Saint Pepsi.[11][12]

- Una parodia di Mac Tonight conosciuta come "Moon Man" è apparsa in molti meme di Internet a sfondo razzista.[8]